# Грусть (фильм)
«Грусть» (кит. 哭悲), также известный как «Последний день на Земле» — тайваньский фильм ужасов, снятый в 2021 году Робом Джаббазом по собственному сценарию.
Произведенная Machi Xcelsior Studios «Грусть» была показана в кинотеатрах на Тайване 22 января 2021 года. Международная премьера фильма состоялась 12 августа 2021 года на 74-м Международном кинофестивале в Локарно в Швейцарии.

## Сюжет
Уже год на Земле бушует эпидемия загадочного вируса, к которой большинство населения планеты относится несерьезно. Город Тайбэй внезапно погружается в кровавый хаос, поскольку обычные люди начинают совершать самые жестокие и ужасные вещи, которые они могут себе только представить. Убийства, пытки и насилие — это только начало. Молодая пара, как и многие, продолжает жить обычной жизнью, и однажды по пути на работу они сталкиваются с агрессивными плотоядными согражданами. Вирус мутировал неожиданным образом. Эпоха цивилизованности и порядка закончилась.

## В ролях
| Актёр       | Роль      |
| ----------- | --------- |
| Берант Чжу  | Джим      |
| Реджина Лэй | Кэт       |
| Ван Цучян   | Бизнесмен |

## Производство
В фильме «Грусть» оператор Джи Ли Бай снимал на камеры Red Digital Cinema «Monstro» с объективами Arri Signature Prime.
Спецэффектами для фильма занималась IF SFX Art Maker. Бригада по спецэффектам потратила до трёх месяцев на изготовление ряда искусственных голов, в том числе тех, которые можно было заставить взрываться и разбрызгивать кровь, протезов, органов и другого реквизита. Художник-постановщик Лю Чин Фу курировал декорации фильма, в том числе вагон метро и больницу.

## Релиз
Фильм «Грусть» был показан в кинотеатрах Тайваня 22 января 2021 года. Его международная премьера состоялась на 74-м Международном кинофестивале в Локарно в Швейцарии 12 августа 2021 года. Он был показан на 25-м Международном кинофестивале Fantasia в Монреале, Канада, в августе 2021 года, а также на фестивале Fantastic Fest в Остине, штат Техас, в сентябре 2021 года.
Raven Banner Entertainment приобрела права на распространение фильма по всему миру.
12 августа 2023 года компанией «Экспонента» осуществлён цифровой релиз фильма в России под названием «Последний день на Земле». 